# Université James Madison
Pour les articles homonymes, voir JMU.
L'université James Madison (en anglais : James Madison University ou JMU) est une université américaine située à Harrisonburg dans l'État de Virginie. L'université porte le nom du 4e président des États-Unis : James Madison.

## Sports
L'université est présente dans de nombreux sports sous le nom de Dukes de James Madison en National Collegiate Athletic Association, les équipes sont membres de la Sun Belt Conference.